# Черепковецька сільська рада
Черепкове́цька сільська́ ра́да — адміністративно-територіальна одиниця та орган місцевого самоврядування у Глибоцькому районі Чернівецької області. Адміністративний центр — село Черепківці.

## Загальні відомості
- Населення ради: 2 412 особи (станом на 2001 рік)

## Населені пункти
Сільській раді підпорядковані населені пункти:
- с. Черепківці
- с. Новий Вовчинець

## Склад ради
Рада складається з 20 депутатів та голови.
- Голова ради: Атаманюк Володимир Миколайович
- Секретар ради: Топало Майя Іванівна

### Керівний склад попередніх скликань
| Прізвище, ім'я, по батькові    | Основні відомості                                                               | Дата обрання | Дата звільнення |
| ------------------------------ | ------------------------------------------------------------------------------- | ------------ | --------------- |
| Чорней Микола Танасійович      | Сільський голова, 1948 року народження, безпартійний                            | 26.03.2006   | 31.10.2010      |
| Атаманюк Володимир Миколайович | Сільський голова, 1956 року народження, освіта середня спеціальна, безпартійний | 31.10.2010   |                 |

Примітка: таблиця складена за даними сайту Верховної Ради України

### Депутати
За результатами місцевих виборів 2010 року депутатами ради стали:

#### За суб'єктами висування
| Суб'єкт висування | Кількість обраних депутатів | %   |
| ----------------- | --------------------------- | --- |
| Самовисування     | 20                          | 100 |

#### За округами
| № округу | Прізвище, ім'я, по батькові    | Дата визнання обраним | Освіта             | Партійна приналежність | Відомості про обраного депутата                       |
| -------- | ------------------------------ | --------------------- | ------------------ | ---------------------- | ----------------------------------------------------- |
| 1        | Шотропа Мар'яна Дмитрівна      | 04.11.2010            | вища               | позапартійна           | Черепковецька загальноосвітня школа, вчитель          |
| 2        | Ткачук Наталія Василівна       | 04.11.2010            | вища               | позапартійна           | Новововчинецький навчально-виховний комплекс, вчитель |
| 3        | Унгурян Євдокія Дмитрівна      | 04.11.2010            | середня            | позапартійна           | ТОВ «ГАЛС ЛТД», робітник                              |
| 4        | Андрійчук Марія Дмитрівна      | 04.11.2010            | середня            | позапартійна           | ТОВ «ГАЛС ЛТД», робітник                              |
| 5        | Топало Майя Іванівна           | 04.11.2010            | середня спеціальна | позапартійна           | Черепковецька сільська рада, секретар                 |
| 6        | Бужак Дмитро Іванович          | 04.11.2010            | середня спеціальна | позапартійний          | фермерське господарство «Водолій-Сірет», голова       |
| 7        | Репчук Василь Георгійович      | 04.11.2010            | середня спеціальна | позапартійний          | Черепчовецький будинок культури, художній керівник    |
| 8        | Ткачук Євдокія Іванівна        | 04.11.2010            | вища               | позапартійна           | Черепковецька загальноосвітня школа, вчитель          |
| 9        | Ткачук Ольга Іванівна          | 04.11.2010            | вища               | позапартійна           | тимчасово не працює                                   |
| 10       | Колотило Костянтин Васильович  | 04.11.2010            | середня спеціальна | позапартійний          | приватний підприємець                                 |
| 11       | Ткачук Марія Костянтинівна     | 04.11.2010            | середня            | позапартійна           | Черепковецька загальноосвітня школа, завгосп          |
| 12       | Сегидін Віталій Дмитрович      | 04.11.2010            | вища               | позапартійний          | ТОВ «ВЕСТ Буковина», керівник                         |
| 13       | Гапка Михайло Іванович         | 04.11.2010            | середня спеціальна | позапартійний          | ППВ станції «Вадул-Сірет», керівник                   |
| 14       | Колотило Іванна Євгенівна      | 04.11.2010            | середня спеціальна | позапартійна           | МПВКП «Юпітер», директор                              |
| 15       | Карабовська Світлана Мафтеївна | 04.11.2010            | вища               | позапартійна           | Черепковецька сільська рада, спеціаліст               |
| 16       | Пинтюк Ілля Миколайович        | 04.11.2010            | вища               | позапартійний          | Станція «Вадул-Сірет», оглядач вагонів                |
| 17       | Куляк Марія Іванівна           | 04.11.2010            | вища               | позапартійна           | Черепковецька загальноосвітня школа, вчитель          |
| 18       | Гавчук Василь Танасійович      | 04.11.2010            | середня спеціальна | позапартійний          | тимчасово не працює                                   |
| 19       | Колотило Іван Валер'янович     | 17.11.2010            | середня спеціальна | позапартійний          | Станція «Валул-Сірет», токар                          |
| 20       | Кравченко Олександр Михайлович | 17.11.2010            | середня спеціальна | позапартійний          | Ресторан «Ельдорадо», бармен                          |